# Lista de navegadores de internet
Esta é uma lista de navegadores web (browsers).

## Navegadores mais utilizados no mundo
| Navegador        | StatCounter Fevereiro de 2023 | StatCounter Outubro de 2024 | NetMarketShare Outubro de 2024 | Wikimedia Agosto de 2025 |
| ---------------- | ----------------------------- | --------------------------- | ------------------------------ | ------------------------ |
| Chrome           | 65.76%                        | 67.94%                      | 66.64%                         | 50.0%                    |
| Safari           | 18.84%                        | 16.18%                      | 13.92%                         | 20.4%                    |
| Edge             | 4.28%                         | 5.07%                       | 4.55%                          | 3.8%                     |
| Firefox          | 2.93%                         | 2.45%                       | 2.18%                          | 4.7%                     |
| Samsung Internet | 2.59%                         | 2.04%                       | 3.04%                          | 2.2%                     |
| Opera            | 2.26%                         | 1.88%                       | 3.02%                          | 1.1%                     |
| Outros           | 3.34%                         | 4.44%                       | 6.65%                          | 17.8%                    |

## Navegadores mais utilizados no Brasil (2024)
| Logotipo | Navegador       | Data da criação       | Versão mais recente | Porcentagem |
| -------- | --------------- | --------------------- | ------------------- | ----------- |
|          | Google Chrome   | 2 de setembro de 2008 | 139.0.7258.127/128  | 66,83%      |
|          | Microsoft Edge  | 29 de julho de 2015   | 139.0.3405.86       | 13,21%      |
|          | Safari          | 7 de janeiro de 2003  | 18.5                | 8,49%       |
|          | Mozilla Firefox | 9 de novembro de 2004 | 141.0.3             | 6,14%       |
|          | Opera           | 10 de abril de 1995   | 120.0.5543.161      | 2,74%       |

## Navegadores mais utilizados em Portugal (2020)
| Logotipo | Navegador         | Data de criação       | Versão mais recente | Percentagem |
| -------- | ----------------- | --------------------- | ------------------- | ----------- |
|          | Google Chrome     | 2 de setembro de 2008 | 85.0.4183.83        | 69,44%      |
|          | Safari            | 7 de janeiro de 2003  | 12.1.2              | 11,33%      |
|          | Mozilla Firefox   | 9 de novembro de 2004 | 71.0                | 7,5%        |
|          | Internet Explorer | 16 de agosto de 1995  | 11                  | 4,08%       |
|          | Microsoft Edge    | 29 de julho de 2015   | 44.18362            | 3,39%       |

## Navegadores gráficos

### Navegadores baseados emTrident(também conhecido como MSHTML)
| Navegador               | Estado     | Observações                                                             |
| ----------------------- | ---------- | ----------------------------------------------------------------------- |
| AOL Explorer            | Desativado | Versões do navegador embutido da AOL, descontinuado.                    |
| Arlington Kiosk Browser | Ativo      |                                                                         |
| Avant Browser           | Ativo      |                                                                         |
| Brave                   | Ativo      | Freeware                                                                |
| Bento Browser           | Ativo      | Construído em Winamp                                                    |
| Enigma                  | Ativo      | Freeware                                                                |
| iRider                  | ?          |                                                                         |
| MSN Explorer            | Desativado |                                                                         |
| Maxthon                 | Ativo      | Anteriormente MyIE2 (a partir da versão 3.0 também é baseado no WebKit) |
| NeoPlanet               | Desativado |                                                                         |
| NetCaptor               | ?          |                                                                         |
| Netscape Browser        | Desativado | Inclui tanto o Gecko como o Trident, mas foi descontinuado pela AOL     |
| Sleipnir Browser        | Ativo      |                                                                         |
| Slim Browser            | Ativo      |                                                                         |
| Weblinkss               | Sem dados  |                                                                         |
| Yahoo! Browser          | Ativo      |                                                                         |

### Navegadores baseados emKHTML/WebKit
| Navegador         | Estado     | Observações                           |
| ----------------- | ---------- | ------------------------------------- |
| Konqueror         | Ativo      |                                       |
| Safari            | Ativo      |                                       |
| ABrowse           | Desativado |                                       |
| Flock             | Desativado | Navegador descontinuado               |
| Internet Explorer | Ativo      | Navegador desenvolvido pelo Microsoft |
| Maxthon           | Ativo      | Trident e Webkit (3.0 e posteriores)  |
| OmniWeb           | Ativo      | (4.5 e posteriores)                   |
| Rockmelt          | ?          |                                       |
| Midori            | Ativo      | Navegador leve, multiplataforma.      |
| Shiira            | Ativo      |                                       |
| Swift             | ?          | Primeiro navegador KHTML para Windows |

### Navegadores baseados emGecko
| Navegador        | Estado     | Observações |
| ---------------- | ---------- | --- |
| Mozilla Firefox  | Ativo      | É um navegador livre e multi-plataforma desenvolvido pela Mozilla Foundation.                                                         |
| Pale Moon        | Ativo      | Navegador idêntico ao Firefox, porém recompilado e com funções desativadas para ganho de desempenho.                                  |
| Comodo Icedragon | Ativo      | Criado pela Comodo Antivirus, vem com sistema de segurança SecureDNS para navegar com mais segurança.                                 |
| Mozilla          | Desativado | É uma suíte de aplicativos para Internet, livre, multiplataforma.                                                                     |
| SeaMonkey        | Ativo      | É a continuação da suíte Mozilla por parte de uma comunidade de usuários e desenvolvedores.                                           |
| Netscape         | Desativado | Apenas versões 6, 7, 8 e 9 |
| Camino           | Desativado | Descontinuado em 30/05/2013, na versão 2.1.2                                                                                          |
| Flock            | Desativado | O projeto foi descontinuado em 26 de abril de 2011, pois os produtores foram trabalhar no projeto Zynga, de jogos para redes sociais. |
| Galeon           | ?          | É um navegador de Internet alternativo para o ambiente GNOME, baseado no Mozilla.                                                     |
| GNU IceCat       | ?          | É um navegador livre, distribuído pelo projeto GNU. Ele é uma bifurcação do Mozilla Firefox.                                          |
| K-Meleon         | ?          | É um navegador web (browser) baseado no Gecko e no Mozilla Firefox para Windows.                                                      |
| Wyzo             | Ativo      | É um navegador livre e multi-plataforma desenvolvido pela Radical Software Ltd.                                                       |

### Navegadores baseados emPresto
| - Opera - Opera Mini - Opera Mobile |  | - Nintendo DS Browser - Internet Channel |

### Navegadores com renderizadores próprios
| - Oregano - Amaya - iCab - NetSurf - NetPositive - Dillo |  | - IBrowse - AWeb - Voyager - Espial Escape - HotJava - Arachne |  | - Off By One - Emacs/W3 - Grail - versões mais antigas do Netscape Navigator (até versões 4.xx) |

## Navegadores de texto
| - ELinks - Lynx |  | - w3m - Links |  | - Netrik - Debris |

## Navegadores primitivos que já não estão em desenvolvimento
| - Arena - Cello - CyberDog - MidasWWW |  | - Mosaic (também usado no Internet Explorer 1, 2, 3 e 4) - Viola - WebRouser |  | - WorldWideWeb |